# The Heiress at Coffee Dan's
The Heiress at Coffee Dan's er en amerikansk stumfilm fra 1916 instrueret af Edward Dillon.

## Medvirkende
- Bessie Love som Waffles.
- Frank Bennett som Carl Miller.
- Max Davidson som Shorty Olson.
- Lucille Young som Clara Johnstone.
- Alfred Paget som Bert Gallagher.